# Thessalonike von Makedonien
Thessalonike von Makedonien (altgriechisch Θεσσαλονίκη Thessaloníkē; * ca. 352 bis 340 v. Chr.; † 295 v. Chr.) war als Tochter des Königs Philipp II. eine makedonische Prinzessin, die in den Kämpfen um die Nachfolge ihres Halbbruders Alexander der Große, den so genannten Diadochenkriegen, eine nicht unbedeutende Rolle spielte.
Auf ihr Geburtsjahr kann man nur schließen, indem man ihren Namen zugrunde legt: er setzt sich aus „Thessalia“ und „Nike“ (νίκη níkē, deutsch ‚Sieg‘) zusammen, so dass man annehmen darf, dass sie ihn wegen eines Sieges der Makedonen am Tag ihrer Geburt in Thessalien erhielt. Es kommen dafür die Jahre 352/1 oder nach 345 in Betracht. Für ein späteres Jahr spricht, dass sie nicht vor 316 heiratete, was freilich auch den unglücklichen Umständen ihres Lebens geschuldet sein kann. Denn als ihre Mutter Nikesipolis, geboren in Pherai, eine Nebenfrau Philipps, bald nach ihrer Geburt verstarb, wurde das Kind am Hofe wohl von seiner Stiefmutter Olympias erzogen, der nach dem frühen Tod des Vaters nicht unbedingt an guten verwandtschaftlichen Beziehungen des fremden Kindes gelegen sein muss. Über ihre Beziehungen zu dem Halbbruder Alexander ist nichts bekannt.
In der Folge teilte Thessalonike vermutlich das Schicksal ihrer Stiefmutter. Olympias kehrte 317 v. Chr. aus Epirus nach Makedonien zurück, um dort die Herrschaft zu übernehmen, traf dabei aber auf den Widerstand von Kassander, der die Königsfamilie in Pydna belagerte und später die alte Königin hinrichten ließ. Auch Thessalonike kam dabei in seine Gewalt, und um seine eigene Legitimation zu stärken, vermählte er sich 316 v. Chr. mit ihr. Im Jahre 315 v. Chr. ließ Kassander am Thermäischen Golf durch Synoikismos eine Stadt errichten, die er nach seiner Frau benannte. Das heutige Thessaloniki entwickelte sich bald zur bedeutendsten Stadt der gesamten Region neben Kassandria, der Hauptstadt der Chalkidiki.
Aus der Ehe mit Kassander gingen drei Söhne hervor, die späteren makedonischen Könige Philipp IV., Antipatros I. und Alexander V. Nach dem Tod des Königs im Jahre 297 v. Chr. erlangte Thessalonike als Regentin für ihre Söhne offenbar einigen Einfluss, bis schließlich Antipater (Antipatros I.) sie 295/4 töten ließ, weil sie den jüngeren Sohn, Alexander, bevorzuge.